# プレイバイウェブ
プレイバイウェブ (play by web, 略称：PBW) は、ウェブ上の遊戯ジャンルのひとつ。文章による通信が重視される多人数同時参加型ゲーム。現在では、主にプレイヤーが文章によって行動を入力すると、文章によって結果が出力される物をさす。インターネットブラウザ上で行われ、交流が可能な事が重要な要素となる事が多い。

## 概要
PBWの正式な定義は曖昧な所がある。
以前はブラウザ上の交流要素のあるゲームを総称としてPBWと呼ばれていた（歴史の項目で記載）。ただ2015年現在以降は、インターネット上の遊戯のジャンルの一種で、プレイヤーが文章によって行動を入力すると、文章によって結果が出力される物を示している場合が多くなっている。
文章入力出力型以外のPBWと呼ばれている物の多くは、別のジャンル名がついている事多い（定期更新型オンラインゲーム等）。その為ここでは、文章によって行動を入力すると、文章によって結果が出力される物について説明する。
文章による入力・出力とは、以下の構図によって運営される事が多い。
- PBWの運営側は、参加者に関与可能な状況提示を行う。
- 参加者は、提示された状況における行動を考え、文章を運営側に提示する。
- 運営側は、提示された文章に対する結果を、参加者側に提示する。

これらにゲーム性や、小説のような演出を加える等、それぞれの運営方針による工夫で、娯楽とする。
例としては、トミーウォーカーの『ケルベロスブレイド』では、未来予知にて行われる何らかの事件性のある状況提示に対し、プレイングと呼ばれる成功の為の行動を記載すると、小説になって結果が出力される。
別の例では西暦2000年以前に『エクレア地方開拓史』などで行われた手法で、主に運営側は「場所の設定」を行い、そこに移動する資格を持った参加者が関与し、運営側に行動を提示すると、何らかのリアクションがあり、そのリアクションに対して再び行動を提示する事を繰り返す、という手法が存在した。
```
（自分のキャラクター名）
To:　（相手のキャラクター名。あるいは行動をかける対象）

（本文、台詞などを記載する）

```

行動は、以上のようなテンプレートなどで行われた。自分の名前の前にFrom:と記載される場合も存在した。
多人数同時参加型のロールプレイングゲームを示していると考えられる事が多い。
しかし実際はゲーム性の無いもの、運営側は企画設定だけを主に行い参加者同士でやりとりを行わせる交流物、文章によるシミュレーションゲームや推理アドベンチャーゲームなども、文章のやりとりで遊戯する事が可能で、PBWと称して違和感の無いものを企画することが出来る。そこで、ロールプレイングゲームの場合「PBW型RPG」というようにジャンル分けされる事もある。
近年ではプレイヤー主導のPBWを促進、あるいはイラスト、ボイス等の創作系サービスを提供するための企業「レインボータイガー合同会社」などが設立された。

## 歴史
インターネットが普及する以前からプレイバイメール(PBM)と呼ばれていたチェスやボードゲームを郵便を介してプレイすることが行われていた。電子メールが普及するようになると、郵便の代わりに電子メールを用いたプレイも広まり、「プレイバイEメール(PBeM）」と呼ばれるようになった。
1990年前後から遊演体など、商業PBMの企画、運営を行う企業も現れる。また、1990年前後には「ネットゲーム」という呼称も用いられていた。同時にパソコン通信サービスの普及に伴い、ニフティサーブ、PC-VANといった大手商業サービスの他、草の根BBSで文字ベースの電子掲示板やチャットを利用したプレイも行われるようになった。
インターネットの普及により、こういったプレイの基盤が郵便や電子メールを使わず、ウェブブラウザを使用することが主体になったことから、ネット上で多人数で交流しながらプレイするゲームを総称してプレイバイウェブ(PBW)という呼称を用いる提案が行われるようになった。
PBWという用語を使用している例で確認出来るものでは、1998年8月12日からスタートされた、環巴によるPBWの情報提供ホームページ、00Junctionが挙げられる。環巴によれば、「PBWという用語は、環巴が00Junctionで使い始めました。よって、ここに書かれている内容がPBWの正式な定義となります。」とされている。
環巴の定義では、インターネットブラウザ上で行われ、一人で遊びではなく交流が可能な物をPBWと定義していた。これは、後に企業がPBWとして企画した商業用ゲームの定義とも矛盾しない。但し、交流可能な要素があれば、定期更新ゲームもPBWのひとつとして含めていた。それ以降、「電子メールを用いて文章を用いる物をPBeM」「チャットを使って文章を用いる物をPBC」「BBSを使った物をPB3（あるいはPBBS、PBSなど）」、「それらを総称して、あるいは複合して使用しているものはPBW」と呼ばれる事が増える。
さらに時が進むと、技術力の向上から、ボードゲームなどはブラウザ上のプログラムで行う事が出来る事が増え、PBeM、PBWの語源となったプレイバイメールからかけ離れた物となる。アクア＝エリアスを始めとする、文章の重要度が低いゲームは別のジャンルとして扱われる事が増えていった。
また、商用展開していた「テーブルトークRPGを手紙で行うタイプメールゲーム」から派生し、従来の形である「文章による行動入力・出力をメインとして行うゲーム」を、ウェブ上の有料の商用ゲームとして運用会社が現れ始めた。
中でも、株式会社トミーウォーカーが、すでにネット上である程度広まっていたプレイバイウェブのネーミングを使用した無限のファンタジア」が大きな成功を収める事に成功。
以降、トミーウォーカーの成功による、ドワンゴの提携などもあり、文章のやりとりでプレイする遊びの内、ウェブ上を行うものを、プレイバイウェブという名前でジャンル分けされる事がネット上のニュース記事などでも取り上げられる事が増えつつある。

## 企業によるPBW企画と特徴
歴史の項にあるように、PBWは同人の流れから始まっており、厳密な定義付けがなされているわけではない為、遊び方も運営方針も多種多様。
しかし、企業が企画した商用PBWについては、「郵便にてロールプレイングゲームを行っていた商業用PBM」をインターネットで行おうとした流れから発展したと考えられる事が多い。（但し一方で、商業用としてのプレイバイウェブ大手の運営者達は、商業用PBMについては良く知らないという意見もあるが、運営企業大手のトミーウォーカーの上村大らは商業用PBMの初期についてはプレイヤーとして参加しており、niwango, Inc.のインタービューに対し、PBMの事を詳細に語っている。）
先駆けて商業用PBWと呼べる物を運営し、成功したテラネッツは、すでに存在していたPBWというネーミングではなく、WTRPGという独自のジャンルを名乗っていた。内容はPBWとジャンル分けして違和感の無いものである。
テラネッツは文章によるロールプレイング遊戯をインターネット展開するにあたり、
- 運営側は、参加者に関与可能な状況提示を行う。

という部分について、依頼のような形式で「小規模の状況を多数貼り出し、そこに関与したい参加者を募集するというシステム」にて運営を開始した。同時に、その状況を作業担当する責任者を提示するという方式を取っていた。
これは非常に優れており、以降の企業による企画は同システムを採用している場合が殆どとなっている。しかし当時のテラネッツでは難解なもので、驚くほどの利益を上げ、1ヵ月程度と予定していた目標も10日程で達成するまで理解を得られなかった。
このシステムは冴島鋭士が指示を出し、開発者は一本三三七、上村大が開発したと冴島本人は語る。
一方、上村大によると、実際の構想は一本三三七が行ったが、会社の人間は皆まったく理解せず、「お前ら全員バカか、コイツ（一本）の方が絶対正しい！」と言い続けて無理矢理に開始したと語っている。
テラネッツ以前にも有料化を計画したPBWは存在していたが、それらは「ひとつの（ないしは、少数の）大きなストーリー」を提示するというものが多かった。これは様々な欠点があり、有料同人企画を除き殆どが頓挫してしまった。
その後、前述の依頼型システムの開発者である一本三三七、上村大たちにより、株式会社トミーウォーカーの「PBW版無限のファンタジア」が立ち上げられた。これはWTRPGと類似のシステムを使用し、ネット上で認知されていたプレイバイウェブのネーミングを使用し、大きく発展した。
このきっかけは、生意気なやつだとかそんな理由でテラネッツが上村をクビにしてしまった事と、一本に対する賃金の未払いによるものだった。
その影響は大きく、テラネッツはAsura Fantasy Onlineにおいて、参加者が、運営に対し要望の署名活動が行われるなどの混乱が起きてしまった。当時のテラネッツの役員の冴島鋭士は、自身を敗者の代表と称している。
但し、テラネッツはこの後もPBW企画を多数立ち上げている。冴島もRexi社を立ち上げ、神代七代学園Xなどの企画を行っている。
現在では、MMORPGに飽きて移ってきたユーザ層や、キャラクターになり切ってチャットで交流する通称「なりちゃ」からキャラクター独自のイラストが保有できるという理由で流入したユーザなども多く、PBMのユーザー層とも一致せず、多様である。多種多様なユーザ層をいかに定着させるかが課題である。また、作家やイラストレーターや声優や音楽家やシンガーソングライターにとっては在宅での仕事ができるため副業としての仕事（いわゆるクラウドソーシング）が可能である。
以下は、2015年現在の商業サービスとして提供されるPBWと、旧来の郵便媒体のPBMとの比較。
- 一定の期限内であれば、プレイヤーはキャラクターに取らせたい行動（プレイングと呼ばれる）を何度も変更可能。
- 公式サービスにWeb掲示板や電子メールに準ずるものがあり、交流が簡便である。
- キャラクターデータや過去の成果物（リプレイ、リアクションと呼ばれる）を容易に参照できる。
- シナリオ単位で参加できるゲームが多いため、初期費用が安価となる傾向がある。しかし短い間隔でプレイする事が可能なため、熱心にプレイする分にはPBMと比較して割高となる。
- 自分のキャラクターに関するイラストや音声を有償で発注できる。

もちろん、その上でMMORPGと違ったPBMの利点、「プレイヤーの体験した冒険を他のプレイヤーは体験できない」「世界情勢に影響を与えやすい」といった要素は維持されている。その一方で、プレイヤー対立などの要素はやりにくくなり、旧来のPBMのプレイスタイルをとる人はプレイしづらくなってきている面もある。
郵便媒体でRPGを行うには、1か月～2か月毎に文章して行動を郵送すると、それに対して小説などでリアクションがあるという形式が多く、また、1つのシナリオに数十名から100名以上のプレイヤーが参加し行動を送るような形式が多かった。ネット媒体では1ターンのサイクルは大幅に短縮させる事が可能になり、チャット形式や、リアルタイム更新など、運営方法の自由度が高くなった。運営毎に方針が異なる。

## 運営企業

### 運営中
トミーウォーカー
2003年から運営開始。
クラウドゲートのスタッフが独立して設立した（PBWメインだが、TRPGにも関与）。
代表作
- 無限のファンタジア(TW1)
- シルバーレイン(TW2)
- エンドブレイカー!(TW3)
- サイキックハーツ(TW4)
- ケルベロスブレイド(TW5)
- 第六猟兵（TW6）
- チェインパラドクス（TW7）

レクシィ株式会社（REXi）
2007年から運営開始。
クラウドゲートのスタッフが独立して設立した（PBW専業）。
代表作
- Justice&Jokers
- 神代七代 学園X
- SINN
- 天竜宮ティルノギア
- 戦国来ちゃいました

フロンティアワークス・フロントメディア
2009年から運営開始。
アニメ関連企業とモバイルコンテンツ企業の一部門としてPBWを運営。
PBW部門立ち上げ当初のチーフプロデューサー雑賀寛（現在は離脱）はかつての商業PBM最大手、ホビー・データの元社長である。
その他運営スタッフ・マスター陣にもホビー・データ出身者が多く、事実上「ホビデの復活」と呼べる顔ぶれと言われた。
2020年にクラウドゲートからPBW事業が譲渡された。
代表作
- 蒼空のフロンティア
- 三千界のアバター
- ヒロイックソングス！
- レヴァナント・クロニクル
- 禍神伝
- 八男って、それはないでしょう！〜ヘルムート王国の冒険者たち〜
- クレギオンリブートエディション
- ハイブリッドヘブン
- グロリアスドライブ（クラウドゲートからの移管,WT11)
- ファナティックブラッド（クラウドゲートからの移管,WT10)

株式会社サウンドタルト
2013年6月から運営開始。
2013年8月にプロジェクトナニカ名義で『らっかみ！』のサービスを開始した。
代表作
- らっかみ！

合同会社Re:version
2017年7月に『Pandora Party Project』のサービスを開始した。
2024年2月に『Lost Arcadia -Last Code Daybreak-』のサービスを開始した。
代表作
- Pandora Party Project
- Lost Arcadia -Last Code Daybreak-

#### アルパカコネクト
2020年8月から運営開始。クラウドファンディングで運営資金を調達を実施した。
代表作
- AnnihEpica -幻創の箱庭-(ワールド0)
- 東京インソムニア(ワールド1)
- ホワイトレター(ワールド2)

### 運営終了
ツクモガミネット
2006年から運営開始。ロストレイル終了後新作発表無し。
厳密には会社ではなくLLPであり、運営者自体は「サークル」と称する（PBW専業）。
代表作
- 銀幕★輪舞曲
- 螺旋特急ロストレイル

株式会社遊友館
2009年から運営開始。2013年に創楽社へ宵闇幻影奇譚の運営を移管。事実上PBWの運営を終了した。
クラウドゲートのスタッフが独立して設立した（PBW専業）。
代表作
- 宵闇幻影奇譚

合同会社創楽社
2013年から遊友館より宵闇幻影奇譚の運営を移管。
会社代表は遊友館と同じ。（PBW専業）。
2015年頃に更新がなくなり、2018年1月頃までサイトは存続していた。
代表作
- 宵闇幻影奇譚

株式会社デジタルハーツ
2013年から運営開始。
2015年9月にクラウドゲームスとの共同運営プロジェクトによる新PBW「リンクブレイブ」の公開を発表後、10月1日にクロストライブの11月30日でのサービス終了を発表し自社でのPBW事業を休止した。
代表作
- クロストライブ
- リンクブレイブ（クラウドゲームスとの共同運営）

クラウドゲート（旧テラネッツ）
2001年からプレイバイウェブを運営開始。
もともとはプレイバイメールとして「メールトークRPG(MTRPG)」を運営していたが、2001年に当時のPBM業界では初めて、ウェブ専用のゲームを開始した。
なお、クラウドゲートではPBWではなく「WTRPG(Web Talk Role Playing Game)」という用語を使用。また、WT5以降は「MMORPG」とも呼称するが、コンピュータゲームを指す「MMORPG」とは異なる。
2015年よりPBW部門を切り離し、子会社として新設したクラウドゲームス株式会社で運営していたが2018年にクラウドゲームに吸収合併されている。
2020年にPBW事業をフロンティアワークスに譲渡し、クラウドゲートによるPBW事業は終了した。
代表作
- 学園退魔戦記ZERO(WT1)
- 武神幻想サムライキングダム(WT2)
- アクスディア〜神魔戦記〜(WT3)
- エターナルヴォイス Legend 〜聖獣の息吹〜(WT4)
- Asura Fantasy Online(WT5)
- Beast's Night Online(WT6)
- Catch the Sky 〜地球SOS〜(WT7)
- The Soul Partner 〜next asura fantasy online〜(WT5sp)
- 舵天照 DA-TEN-SHO(WT8)
- 恋と冒険の学園TRPG エリュシオン（WT9)
- ファナティックブラッド（WT10)
- リンクブレイブ（WTRPG0）(デジタルハーツとの共同運営)
- グロリアスドライブ（WTRPG11)

合同会社フロンティアファクトリー
2013年10月から運営開始。
2013年12月に「思い描いたカレシといちゃいちゃ出来る新感覚恋愛ゲーム！」とのキャッチコピーと共に、PBW業界初となる恋愛ゲーム、『あなたと！　らぶてぃめっとステージ！』のサービスを開始した。
2015年12月には、彼氏なる精霊と、実際にメールをしているかのようなやり取りが出来るシステム、『オトメール』も実装されている。
2018年3月、新作PBW『煉界のディスメソロジア』を発表。
2018年9月、『あなたと! らぶてぃめっとステージ!』がサービス終了。
2018年10月、新作PBW『ゆうしゃのがっこ〜!』を発表。
2022年12月31日、PBWコンテンツ終了に伴い『煉界のディスメソロジア』『ゆうしゃのがっこ〜!』のサービスを終了。
代表作
- ゆうしゃのがっこ〜!
- 煉界のディスメソロジア
- あなたと! らぶてぃめっとステージ!

#### 株式会社Chocolop
2010年から運営開始。
どのPBW会社とも運営上のつながりは無く、他社より派生した運営母体では無い。
PBWの既成概念に囚われない自由な発想による運営が特徴。

2022年より有志の参加者がアーカイブのサイト管理者となり、『CL1 バロックナイトイクリプス』『CL3 MagiaSteam』の2作品のアーカイブ閲覧が可能となっている。
現状はMegiaSteamのシナリオ完結をもってPBW運営は終了している。
代表作
- バロックナイトイクリプス(CL1)
- 新-アラタナル-(CL2)
- MagiaSteam(CL3)

## PBM/PBW各社での用語の違い
PBM/PBW各社では、同じものを指しても、使用する用語が異なることがある。
その一例を下記に記す。なお、母体となるPBM会社が使用する用語を、PBWで引き継ぐ傾向が多く見受けられる。
| 凡例                                     | PBM:遊演体   | PBM/PBW:クラウドゲート PBW:トミーウォーカー PBW:レクシィ PBW:デジタルハーツ                       | PBW:遊友館 PBW:ツクモガミネット | PBW:Chocolop               | PBM:ホビーデータ PBW:フロンティアワークス PBW:プロジェクトナニカ | PBW:フロンティアファクトリー  | PBW:アルパカコネクト                                                                |
| ---------------------------------------- | ------------ | ------------------------------------------------------------------------------------------------- | ------------------------------- | -------------------------- | ---------------------------------------------------------------- | ----------------------------- | ----------------------------------------------------------------------------------- |
| 参加者                                   | プレイヤー   | プレイヤー(PL)                                                                                    | プレイヤー                      | プレイヤー                 | プレイヤー(PL)                                                   | プレイヤー                    | プレイヤー                                                                          |
| キャラクタにとらせたい行動を送付する行為 | リプライ     | プレイング                                                                                        | プレイング                      | プレイング                 | アクション                                                       | プレイング                    | プレイング(AnnihEpica・ホワイトレター)                                              |
| シナリオおよび成果物作成者               | マスター     | マスター(MS) コミックマスター（レクシィ）                                                         | ライター                        | ストーリーテラー(ST)       | マスター(MS)                                                     | ゲームマスター ウェブアクター | マスター(MS・AnnihEpica・ホワイトレター) ライター(東京インソムニア・ホワイトレター) |
| 完成した小説的な成果物の名称             | リアクション | リプレイ                                                                                          | ノベル                          | リプレイ                   | リアクション                                                     | リプレイ キャラメール         | リプレイ(AnnihEpica・ホワイトレター) ノベル(東京インソムニア・ホワイトレター)       |
| イラスト作成者                           | -            | イラストレーター（クラウドゲート・レクシィ・デジタルハーツ） イラストマスター（トミーウォーカー） | イラストレーター                | ビジュアルクリエーター(VC) | イラストレーター                                                 | イラストレーター              | イラストレーター                                                                    |
| 音声・音楽作成者                         | -            | 声優（クラウドゲート・レクシィ・トミーウォーカー）・音楽家・シンガーソングライター                | -                               | -                          | 声優（フロンティアワークス）                                     | ボイスアクター                | 声優                                                                                |

## 関連事項
- プレイバイメール
- 読者参加型ゲーム
- 定期更新型オンラインゲーム
- トミーウォーカー
- クラウドゲート (企業)
- 遊友館
- REXi
- ツクモガミネット
- 合同会社フロンティアファクトリー
- 合同会社Re:version
- アルパカコネクト